# Lydia Jazmine
Lydia Jazmine là một nữ nghệ sĩ thu âm người Uganda.

## Bối cảnh và giáo dục
Cô sinh ra Lydia Nabawanuka tại Masaka, năm 1991. Lydia đã học tiểu học tại "Trường học Victoria Nile". Sau đó, cô chuyển đến trường Saint Mary, Namaliga, thuộc tiểu khu Kimenyedde, quận Mukono. Cô đã hoàn thành trung học tại Cityland College ở Matugga, quận Wakiso. Vào tháng 2 năm 2016, cô tốt nghiệp Trường Kinh doanh Multitech ở Kampala, thủ đô và thành phố lớn nhất của Uganda, với bằng Cử nhân Quản trị và Quản trị Kinh doanh.

## Nghề nghiệp
Cô bắt đầu hát ở trường trung học, sau khi cô tham gia dàn hợp xướng của trường. Sau đó, cô tham gia dàn hợp xướng nhà thờ tại "Trung tâm thu hoạch Vượt qua" và tại Nhà thờ Watoto. Khi cô tốt nghiệp trung học, cô tham gia một ban nhạc tên là Gertnum, nơi cô hát giọng hát nền.
Sau đó, nhóm nhạc Radio và Weasel đã ký hợp đồng với Lydia với tư cách là một ca sĩ dự phòng. Cô là giọng ca chính trong các bài hát (a) Ntunga và Breath Away. Sau đó, cô đã biểu diễn lời bài hát nền cho Bebe Cool và Sheebah Karungi. Đĩa đơn đầu tiên của cô là một bản song ca với Rabadaba có tên You know, được phát hành vào khoảng năm 2014.
Năm 2017, Lydia Jazmine đã được chọn tham gia "Coke Studio Africa 2017", để đại diện cho Uganda, trong năm thứ hai liên tiếp. Lần này, cô được ghép đôi với nữ ca sĩ Mozambican, Liloca và được giao cho nhà sản xuất âm nhạc Nam Phi Sketchy Bongo. Sự kiện thường niên này, được tài trợ bởi Coca-Cola, là một chương trình âm nhạc không cạnh tranh, quy tụ các nhạc sĩ đa dạng trên lục địa, để hợp tác với các nhạc sĩ và nhà sản xuất âm nhạc có kinh nghiệm.